# Gaius Nonius Flaccus
Gaius Nonius Flaccus (vollständige Namensform Gaius Nonius Gai filius Velina Flaccus) war ein im 1. Jahrhundert n. Chr. lebender Angehöriger des römischen Ritterstandes (Eques). Durch eine Inschrift, die auf 69/79 n. Chr. datiert wird, sind einzelne Stationen seiner Laufbahn bekannt. Seine Laufbahn ist in der Inschrift in aufsteigender Reihenfolge wiedergegeben.

## Leben
Die in der Inschrift dargelegte Laufbahn des Flaccus begann nach dem Tod des Claudius (41–54) und endete vor dem Tod von Vespasian (69–79). Er übernahm zu Beginn dreimal die Funktion eines Priesters (Flamen), und zwar für die vergöttlichten Augustus, Gaius Iulius Caesar und Claudius (flamini divi Augusti et divi Iuli et divi Claudi).
Im Anschluss folgte seine militärische Laufbahn, die aus den für einen Angehörigen des Ritterstandes üblichen Tres militiae bestand. Zunächst diente er als Tribunus militum in der Legio V Macedonica und daran anschließend in der Legio VII Claudia pia fidelis, die in der Provinz Moesia stationiert war. Danach übernahm er als Praefectus equitum die Leitung der Ala I Pannoniorum, die zu diesem Zeitpunkt vermutlich in der Provinz Pannonia stationiert war.
Er kehrte danach in seine Heimatstadt zurück und wurde dreimal Duovir quinquennalis (IIviro quinquennali III). Darüber hinaus war er noch Präfekt und Patron seiner Heimatstadt (patrono coloniae).

## Herkunft und Familie
Flaccus war in der Tribus Velina eingeschrieben und stammte aus Firmum Picenum, dem heutigen Fermo, wo auch sein Grabstein mit der Inschrift gefunden wurde. Sein Grabstein wurde von Nonius He[] errichtet; möglicherweise war dies sein Neffe. Eine Verwandtschaft mit Gaius Salvius Liberalis Nonius Bassus und Lucius Flavius Silva Nonius Bassus ist unsicher.